# بخش سومیت (شهرستان مونرو، اوهایو)
بخش سومیت (به انگلیسی: Summit Township) یک منطقهٔ مسکونی در ایالات متحده آمریکا است که در شهرستان مونرو، اوهایو واقع شده‌است.
 بخش سومیت ۵۹٫۶ کیلومتر مربع مساحت و ۶۴۷ نفر جمعیت دارد و ۳۸۰ متر بالاتر از سطح دریا واقع شده‌است.